# Cannery Casino and Hotel
Cannery Casino and Hotel – hotel i kasyno, otwarty 3 stycznia 2003 roku, znajdujący się w North Las Vegas, w amerykańskim stanie Nevada. Stanowi joint venture pomiędzy Millennium Management Group i Oaktree Capital Management. Kasyno Cannery zarządzane jest przez Cannery Casino Resorts. Grupą docelową obiektu są lokalni mieszkańcy Las Vegas i jego okolic.
Kompleks Cannery stylizowany jest na powojenną fabrykę konserw; motyw ten przewodzi również wewnątrz obiektu. Sam hotel reklamuje się jako miejsce, gdzie "wartości dawnego Las Vegas są wciąż żywe i mają się dobrze".
W skład obiektu wchodzi hotel z 200 pokojami, kasyno o powierzchni 6.000 m², cztery restauracje, dwa bary oraz basen. Sam kompleks zajmuje w sumie 11 hektarów ziemi.